# Solanum ripense
Solanum ripense är en potatisväxtart som beskrevs av Michel Félix Dunal. Solanum ripense ingår i släktet skattor som ingår i familjen potatisväxter. Inga underarter finns listade i Catalogue of Life.